# 金沢駐屯地
金沢駐屯地（かなざわちゅうとんち、JGSDF Camp Kanazawa）は、石川県金沢市野田町1-8に所在し、第14普通科連隊等が駐屯する陸上自衛隊の駐屯地である。

## 概要
最寄の演習場は三小牛山演習場。駐屯地司令は、第14普通科連隊長が兼務。
駐屯地の門、外壁、守衛の待機所は金沢城にちなんで城壁風になっている。
普通科連隊（約1,200人）は大日本帝国陸軍の歩兵連隊（約1,700～3,000人）に相当する。戦前の金沢には軍縮期を含めて常設師団の第9師団（約25,000人）が置かれ、軍都として栄えていたが、陸上自衛隊では1個普通科連隊が置かれているのみである。

## 沿革
警察予備隊金沢営舎
- 1950年（昭和25年）12月13日：警察予備隊発足と同時に旧日本陸軍山砲兵第9連隊跡地に金沢営舎として開設。
- 1951年（昭和26年）5月1日：警察予備隊第1管区隊第5連隊として連隊本部および本部中隊、第1大隊、第2大隊が金沢駐屯地において編成。
- 1952年（昭和27年）3月6日：第5連隊連隊本部および直轄中隊が青森駐屯地へ、第2大隊が秋田駐屯地へ移駐。

陸上自衛隊金沢駐屯地
- 1954年（昭和29年）
  - 7月1日：保安隊を経て、陸上自衛隊へ移管[1]。
  - 9月10日：第101建設大隊が豊川駐屯地へ移駐。
  - 10月9日：第14普通科連隊本部および直轄中隊が水島駐屯地から移駐。
  - 10月16日：第14普通科連隊第2大隊が出雲駐屯地から移駐完了。
  - 10月20日：第14普通科連隊第1大隊が水島駐屯地から移駐完了。
- 1957年（昭和32年）12月5日：第302地区施設隊が新編。
- 1958年（昭和33年）6月26日：第10混成団新編に伴い、第14普通科連隊が第10混成団長の指揮下に入る。
- 1959年（昭和34年）6月2日：第14普通科連隊第2大隊が守山駐屯地に移駐。
- 1962年（昭和37年）1月18日：第10師団の改編により、連隊本部、本部管理中隊、4個普通科中隊、重迫撃砲中隊の編成に改編。
- 1990年（平成02年）3月26日：第302地区施設隊が廃止。
- 2004年（平成16年）3月29日：第10師団の改編により、第14普通科連隊に対戦車中隊が新編。第10後方支援連隊第2整備大隊第1普通科直接支援中隊が新編。
- 2007年（平成19年）3月：能登半島地震災害派遣。
- 2014年（平成26年）3月26日：第10師団改編に伴い、第14普通科連隊対戦車中隊を廃止。
- 2018年（平成30年）2月：福井県雪害における災害派遣。
- 2019年（平成31年）2月6日 - 8日：豚熱（当時は「豚コレラ」と呼称）発生による養豚場支援のため、岐阜県恵那市への災害派遣[2][3]。
- 2020年（令和02年）4月：新型コロナウイルス感染症（COVID-19）流行における、感染者搬送支援などの災害派遣[4][5]。

## 駐屯部隊

### 中部方面隊隷下部隊
- 第10師団
  - 第14普通科連隊
  - 第10後方支援連隊
    - 第2整備大隊
      - 第1普通科直接支援中隊：第14普通科連隊を支援
- 中部方面会計隊
  - 第336会計隊
- 中部方面システム通信群
  - 第104基地システム通信大隊
    - 第306基地通信中隊
      - 金沢派遣隊
- 金沢駐屯地業務隊

### 防衛大臣直轄部隊
- 中部方面警務隊
  - 第130地区警務隊
    - 金沢派遣隊

## 最寄の幹線交通
- 高速道路：北陸自動車道金沢西IC
- 一般道：国道8号、国道157号、石川県道144号別所野町線、石川県道22号金沢小松線、石川県道25号金沢美川小松線
- 鉄道：JR西日本北陸本線金沢駅
- 港湾：金沢港、七尾港（重要港湾）、輪島港（地方港湾）
- 飛行場：小松飛行場（小松基地）、能登空港（第三種空港）

## 重要施設
- 志賀原子力発電所（出力189.8万kW。BWR、2号機はABWR）（羽咋郡志賀町）
- 敦賀発電所（出力151.7万kW。BWR、2号機はPWR）（福井県敦賀市）
- 美浜発電所（出力166.6万kW。PWR）（福井県三方郡美浜町）
- 大飯発電所（出力471.0万kW。PWR）（福井県大飯郡おおい町）
- 高浜発電所（出力339.2万kW。PWR）（福井県大飯郡高浜町）
- もんじゅ（高速増殖炉：出力28.0万kW。FBR）（福井県敦賀市）
- 敦賀火力発電所（出力120.0万kW。石炭）（福井県敦賀市）
- 富山新港火力発電所（出力150.0万kW。石油・石炭）（富山県射水市）
- 黒部川第四発電所（出力33.5万kW。水力）（富山県中新川郡立山町）
- 七尾大田火力発電所（出力120.0万kW。石炭）（七尾市）
- 加賀変電所（超高圧変電所）（金沢市）
- 中能登変電所（超高圧変電所）（羽咋郡志賀町）
- 越前変電所（超高圧変電所）（福井県越前市）
- 嶺南変電所（超高圧変電所）（福井県三方郡美浜町）
- 南福光連系所（富山県南砺市）
- 志賀中能登線（志賀原子力発電所から中能登変電所まで、亘長15.84 km[6]の、500 kVの送電線路）[7]
- 能越幹線（中能登変電所から南福光変電所まで、亘長68.78 km[6]の、500 kVの送電線路）[8]
- 能登幹線（中能登変電所から加賀変電所まで、亘長61.04 km[6]の、500 kVの送電線路）[9]
- 加賀福光線（加賀変電所から南福光変電所まで、亘長12.72 km[6]の、500 kVの送電線路）[10]
- 加賀幹線（加賀変電所から越前変電所まで、亘長70.00 km[6]の、500 kVの送電線路）[11]
- 越前嶺南線（越前変電所から嶺南変電所まで、全亘長72.6 km[12]の、500 kVの送電線路）[13][14]
- 七尾国家石油ガス備蓄基地（プロパン、ブタンの両計25.0万tを備蓄）（七尾市）
- 福井国家石油備蓄基地（平成16年（2004年）1月現在：備蓄施設容量約340万kl中約286万klを備蓄）（福井県福井市／坂井市）
- 小松製作所小松工場（装輪装甲車両の製造工場）（小松市）
- 日本海石油富山製油所（原油処理能力は日量11.65万バレル）（富山県富山市）
- JFEマテリアル（日本有数のフェロアロイ加工工場）（富山県射水市）
- 富山合金（アルミニウムビレット鋳造では、月産2万トン。単一工場としては国内最大の生産能力。）（富山県射水市）
- 手取川ダム（白山市）
- 宇奈月ダム（富山県黒部市）